# Robbie Cohen
Robert Simon Cohen (Rotterdam, 24 juli 1922 – Frankrijk, 11 augustus 1944) was een joodse Engelandvaarder die in Engeland piloot werd. Vanwege zijn joodse afkomst nam hij de naam Robert Stevens aan.

## Levensloop
Robert Simon Cohen zat korte tijd op het Erasmiaans Gymnasium en later op het Rotterdams Lyceum, beide in Rotterdam. Toen de Tweede Wereldoorlog uitbrak, studeerde hij aan de Technische Hogeschool Delft. In 1941 mochten joden niet meer studeren, en besloot hij naar Engeland te gaan.

### Vlucht naar Engeland
Op de Oude Delft kwam de 18-jarige Cohen toevallig Pim de Bruyn Kops tegen, een medestudent, die hem aanraadde naar Engeland te gaan. De Bruyn Kops beschikte over enkele vouwkano's waarop een klein zeiltje gevoerd kon worden. Uiteraard kon Cohen de overtocht niet in z'n eentje maken, maar hij vond een roeier, de 25-jarige medestudent Coen de Iongh, die wel mee wilde gaan. De Iongh was roeier van roeivereniging Laga geweest.
In Scheveningen werd een zeiltje gemaakt. Daarna werd de kano naar de Kaag gebracht, en vervolgens werd hij verstopt in een padvinderskeet in Katwijk. In de nacht van 19 op 20 juni 1941 vertrok het duo via het tunneltje van het Zeehospitium, dat al eerder door andere Engelandvaarders was gebruikt.
Cohen en De Iongh hadden alleen wat eten, drinken en een kompas bij zich, geen kaart. Nadat ze door de branding waren geroeid, hesen ze het zeiltje. De gunstige wind voerde hen naar Engeland. Het duurde toch vijftig uren voordat ze op 22 juni 1941 bij Lowestoft door een mijnenveger werden opgepikt. Enkele dagen later kregen ze het Bronzen Kruis.

### Opleiding en optreden als vliegenier
Beiden volgden een vliegopleiding bij de Royal Air Force in Engeland en Canada. Cohen werd opgeleid op tweemotorige vliegtuigen en werd in december 1943 operationeel op een De Havilland Mosquito jachtbommenwerper bij Squadron 613, onderdeel van RAF Bomber Command. Hij had een eigen manier van jachtvliegen, die 'Cohenesizing' werd genoemd.
Cohen vloog veel missies. De bekendste hiervan vond plaats op 11 april 1944, toen Cohen met vijf andere Mosquitos van Squadron 613 gebouw Kleykamp bombardeerde, waar de Duitsers het Centraal Bevolkingsregister met duplicaten van alle uitgegeven persoonsbewijzen hadden ondergebracht. Toen Cohen zijn bommen wilde afwerpen weigerde het mechanisme echter, waarna hij zich tevreden stelde met het nemen van foto's van de schade die de voor hem vliegende Mosquito's hadden aangericht. Bij het bombardement kwamen 62 medewerkers van Kleykamp om. Ook waren er 23 gewonden. Alle piloten kwamen heelhuids in Engeland terug.
In de nacht van 14 op 15 juli bombardeerde Cohen bij Fontainebleau een trein die uit zestig wagons met brandstof bestond. Voor deze actie kreeg hij op 22 juli het Distinguished Flying Cross.
Van een ondersteuningsactie die Squadron 613 in de nacht van 10 op 11 augustus uitvoerde boven het gebied Chartres-Dreux-L'Aigle-Domfront, keerde Cohen niet terug. Hij ligt begraven op de Erebegraafplaats Orry-la-ville.

## Eerbetoon
Cohen had een zeer speciale manier van jachtvliegen, die door de Air Force "Cohenesizing" werd genoemd. Voor zijn bijzondere prestatie als vliegenier werd hij onderscheiden met het Distinguished Flying Cross (D.F.C.).
Zijn naam staat vermeld op de Erelijst van Gevallenen 1940-1945.

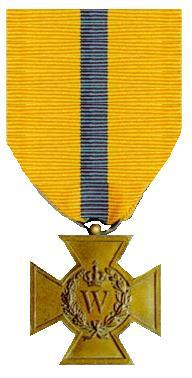
Bronzen Kruis, 1941
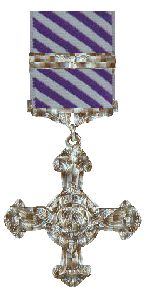
Distinguished Flying Cross, 1944